# Heinrich Westfal

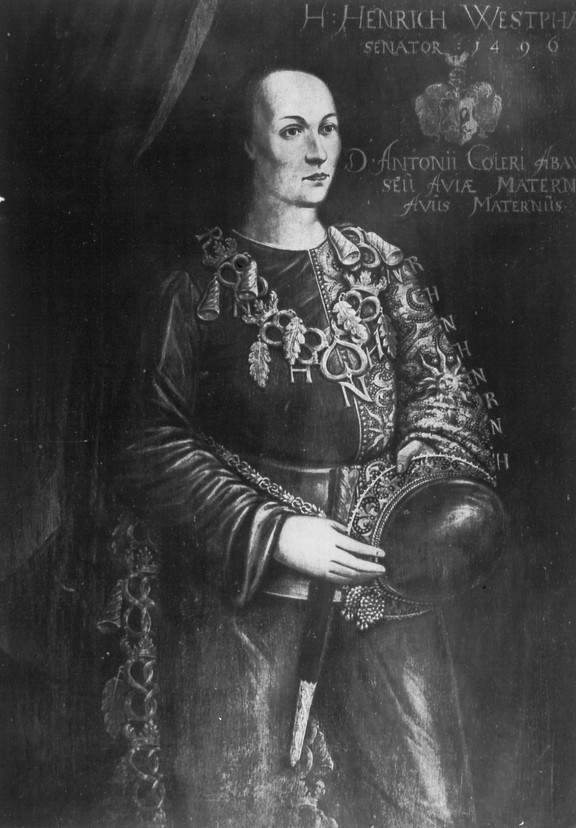
Heinrich Westfal in der Köhlerschen Ahnengalerie

Heinrich Westfal (* in Lübeck; † 1505 ebenda) war ein Lübecker Fastnachtdichter und Ratsherr.

## Leben
Heinrich Westfal war Sohn des Lübecker Bürgermeisters Johann Westphal. Heinrichs Schwester Elisabeth heiratete den Lübecker Bürgermeister Heinrich Brömse, sein Bruder Wilhelm Westphal war von 1506 bis 1509 Bischof von Lübeck. Heinrich Westfal wurde 1488, wie zuvor auch schon sein Vater, Mitglied der patrizischen Zirkelgesellschaft. 1496 wurde er in den Rat der Stadt zugewählt.
Bei den von der Zirkelgesellschaft abgehaltenen Lübecker Fastnachtspielen trat er 1484 gemeinsam mit Johann Lüneburg († 1493), dessen noch 1484 verstorbenen Bruder Heinrich Lüneburg und Hans Witick als einer der vier jährlich neu bestimmten Fastnachtdichter hervor. Zur Aufführung gebracht wurde das von den vier Fastnachtdichtern verfasste Stück van der rechtverdicheyt. Es wurde in abgewandelter Form zwischen 1497 und 1500 in der Lübecker Mohnkopfoffizin des Hans van Ghetelen als Inkunabel mit dem Titel Henselynboek gedruckt und ist damit das einzige schriftlich überlieferte Fastnachtspiel aus Lübeck, heute nachgewiesen im Bestand der Staats- und Universitätsbibliothek Hamburg.
Westfal war zweimal verheiratet, seine erste Frau verstarb 1500. In zweiter Ehe war er mit Heileke, einer Tochter des Johann von Wickede, verheiratet. Er bewohnte nach Fehlings Vermutung das Haus seines Vaters in der Königstraße mit der heutigen Hausnummer 31.
Sein Bildnis in der Köhlerschen Ahnengalerie seines Nachfahren Anton Köhler zeigt ihn in mittelalterlicher Schellentracht.